# 28932 Izidoro
28932 Izidoro è un asteroide della fascia principale. Scoperto nel 2000, presenta un'orbita caratterizzata da un semiasse maggiore pari a 3,141310 UA e da un'eccentricità di 0,099090, inclinata di 10,918456° rispetto all'eclittica. Ha un diametro di 13,614 km. Ha un periodo di rotazione di 13,7708 ore.